# Valovni vektor
Valóvni véktor (oznaka k) je ena od količin, s katero se opredeli potujoče valovanje. Valovni vektor kaže v smeri razširjanja valovanja, za svetlobo pa je po velikosti povezan z valovno dolžino λ:
{\displaystyle k={\frac {2\pi }{\lambda }}\!\,.}